# Lịch sử Nga (1892–1917)
Đến đầu năm 1917 tại nước Nga đã xuất hiện các nguyên nhân khách quan và chủ quan cho các cuộc cách mạng nổ ra. Các nguyên nhân này đã xuất hiện từ lâu nhưng việc đế quốc Nga tham gia vào thế chiến thứ nhất là nguyên nhân trực tiếp dẫn đến cách mạng.

## Nguyên nhân khách quan

### Kinh tế
Đầu thế kỷ XX, đế quốc Nga là một trong những đế quốc lớn nhất thế giới. Sau khi Nga hoàng Aleksandr II thực hiện cuộc cải cách nông nô 1861, chủ nghĩa tư bản Nga phát triển nhanh chóng. Tuy phát triển sau các nước tư bản Tây Âu nhưng đến cuối thế kỷ XIX, đầu thế kỷ XX, cũng như các nước Tây Âu khác, đế quốc Nga cũng chuyển sang giai đoạn đế quốc chủ nghĩa. Tư bản nước ngoài đầu tư mạnh mẽ vào Nga như Anh, Pháp, Đức đặc biệt là Pháp với 5 tỉ Rupee. Các ngành công nghiệp nặng phát triển như luyện kim, cơ khí, hoá dầu,... với nhiều thành tựu như từ năm 1860 đến 1890, sản lượng thép tăng lên 3 lần, than đá tăng 19 lần, chiều dài đường xe lửa tăng gấp đôi.
Năm 1913, sản lượng công nghiệp Nga chiếm 5,3% sản lượng công nghiệp thế giới, đứng thứ 5 thế giới (so với Anh là 14%, Đức là 15,7%, Mỹ là 35,8%, Pháp là 6,4%). Tuy nhiên, hơn một nửa các ngành công nghiệp nặng của Nga thuộc sở hữu của tư bản nước ngoài.
Đến đầu thế kỷ XX, 150 công ty độc quyền thao túng toàn bộ nền kinh tế Nga như ngân hàng Nga Á chiếm 1/3 tổng số vốn ngân hàng của nước Nga. Trình độ công nghiệp của Nga thua kém các nước khác nhưng mức độ tập trung công nghiệp rất cao. ¾ công nhân Nga tập trung ở các thành phố lớn như Petrograd, Moskva, khu khai thác than Donetsk, khu khai thác dầu Baku.
Tuy nhiên, sự phát triển của chủ nghĩa tư bản Nga vẫn không thể thay đổi 1 thực tế là nước Nga là vẫn là 1 nước nông nghiệp với mối quan hệ sản xuất phong kiến lạc hậu. Tàn tích của chế độ nông nô vẫn còn tồn tại sâu rộng ở nước Nga thể hiện rõ nét ở việc phần lớn ruộng đất tập trung trong tay quý tộc, địa chủ. 2/3 ruộng đất trong nước nằm trong tay địa chủ, quý tộc, 30 000 đại địa chủ chiếm tới 70 triệu mẫu Nga (1 mẫu Nga = 1,09 hecta) ruộng đất. Nga hoàng đồng thời cũng là địa chủ lớn nhất với 7 triệu mẫu Nga ruộng đất. Địa chủ bóc lột nông dân hết sức nặng nề và tàn bạo, nhất là chế độ lao dịch. Trình độ sản xuất nông nghiệp lạc hậu do đó năng suất thấp, nạn mất mùa và đói kém xảy ra thường xuyên.
Sau khi Nga tham gia chiến tranh thế giới thứ nhất (1914-1918), chiến tranh đã làm cho nền kinh tế bị kiệt quệ. Nhiều lãnh thổ trù phú, nhiều nhà máy ở vùng phía Tây nước Nga bị quân Đức chiếm nên tiềm lực công nghiệp chỉ còn một nửa mức trước chiến tranh, sản lượng nông nghiệp bị giảm 20%, chỉ còn lại 1/2 chiều dài đường sắt và các phương tiện vận tải, tiền tệ lạm phát nghiêm trọng. Những khó khăn về kinh tế đã làm bùng nổ mâu thuẫn chính trị, xã hội.

### Chính trị - xã hội
Đến đầu thế kỷ XX và trước thế chiến thứ nhất, Nga vẫn là nước theo chế độ quân chủ chuyên chế dưới sự cai trị của Nga hoàng Nikolai II. Sự tồn tại của chủ nghĩa tư bản độc quyền và những quan hệ tiền tư bản chủ nghĩa, sự kết hợp giữa hình thái kinh tế tiên tiến nhất và lạc hậu nhất đã làm cho nước Nga trở thành nơi tập trung cao độ các mâu thuẫn của chủ nghĩa đế quốc:
- Mâu thuẫn giữa toàn thể nhân dân Nga với chế độ quân chủ chuyên chế của Nga hoàng
- Mâu thuẫn giữa địa chủ và nông dân. Một ít số liệu minh chứng cho điều này: Dân số nước Nga Sa hoàng năm 1897 là 125,6 triệu người thì có 97 triệu người là nông dân. Trong số đó có 12% nông dân không có đất, 16% nông dân có đất nhưng không canh tác, 23% không có bò (là vật kéo chủ yếu của nông dân Nga thời bấy giờ) và 30% nông dân không có ngựa (vật kéo, phương tiện di chuyển). Nước Nga năm 1917 chứng kiến sự mất quân bình lớn trong sở hữu đất đai giữa địa chủ - nông dân: có 78,8 nghìn nông trại tư nhân với trung bình 300 dessiatines đất mỗi nông trại, trong khi 13 triệu nông trại tư nhân còn lại hết sức nhỏ bé, trung bình chỉ có 8 dessiatines đất.[1]
- Mâu thuẫn giữa tư sản và vô sản
- Mâu thuẫn giữa đế quốc Nga và các dân tộc trong đế quốc. Đế quốc Nga tồn tại hơn 100 dân tộc và các dân tộc bị đối xử tàn bạo, bị khinh rẻ và chịu nhiều áp bức do đó đế quốc Nga là " nhà tù của các dân tộc ".
- Mâu thuẫn giữa đế quốc Nga và các đế quốc khác. Để có thêm thị trường tiêu thụ hàng hoá và tăng cường lợi nhuận, đế quốc Nga thường xuyên mở những cuộc chiến tranh giành giật thuộc địa và các khu vực bị ảnh hưởng do đó đế quốc Nga có mâu thuẫn với nhiều đế quốc khác như Anh về vấn đề Trung Cận Đông, đế quốc Áo-Hung về vấn đề Balkan, đế quốc Ottoman về vấn đề eo biển Dardanelles và đế quốc Nhật Bản về vấn đề phạm vi hoạt động ở Thái Bình Dương. Đỉnh điểm của các mối mâu thuẫn này là chiến tranh Nga-Nhật (1904-1905) và chiến tranh thế giới thứ nhất.

Với tình trạng kinh tế và tình hình xã hội tồn tại nhiều mối mâu thuẫn như vậy làm cho đế quốc Nga trở thành khâu yếu nhất trong sợi dây chuyền của chủ nghĩa đế quốc, tạo nên tiền đề chủ quan cho cách mạng xã hội chủ nghĩa nổ ra và giành thắng lợi.

## Nguyên nhân chủ quan
Giai cấp công nhân Nga có sự phát triển riêng so với các nước khác. Công nhân Nga phải làm việc 12 tiếng thậm chí đến 17 tiếng mỗi ngày. Điều kiện lao động hết sức tồi tệ lại có mức lương thấp nhất trong các nước tư bản chủ nghĩa do đó công nhân Nga sớm có ý thức đấu tranh cao. Ngoài ra, đa số công nhân Nga tập trung ở các thành phố lớn có lợi cho sự đoàn kết của giai cấp công nhân. Sự phát triển của phong trào công nhân đã đẩy nhanh việc truyền bá chủ nghĩa Marx vào nước Nga. Năm 1903, đảng Công nhân xã hội dân chủ Nga được thành lập do Lenin đứng đầu. Từ đó giai cấp vô sản Nga đã có chính đảng là đảng Bolshevick dưới sự lãnh đạo của Lenin. Giai cấp vô sản Nga đã tiến hành cuộc cách mạng Nga 1905 và thất bại nhưng đã mang đến cho họ nhiều kinh nghiệm về mặt tổ chức và tiến hành khởi nghĩa. Lenin đã nói: " Không có cuộc tổng diễn tập 1905 thì cũng không có thắng lợi của Cách mạng Tháng Mười Nga 1917 ". Một điều kiện thuận lợi là giai cấp tư sản Nga yếu cả về kinh tế lẫn chính trị do sự phát triển muộn của chủ nghĩa tư bản Nga, mang tính phụ thuộc cao vào chế độ quân chủ chuyên chế và tư bản nước ngoài do đó giai cấp tư sản Nga không thể trở thành lực lượng lãnh đạo cuộc cách mạng và không có đủ khả năng để đàn áp giai cấp vô sản.

## Tình thế cách mạng

### Những tiền đề của cách mạng Nga
Ngày 1 tháng 8 1914, đế quốc Đức tuyên chiến với đế quốc Nga, đế quốc Nga tham gia vào thế chiến thứ nhất. Cuộc chiến tranh kéo dài càng đẩy mạnh sự sụp đổ về kinh tế và khủng hoảng chính trị, xã hội ở Nga. 

### Sự sụp đổ về kinh tế
Nền kinh tế Nga vốn lạc hậu nên không chịu được cường độ cao của cuộc chiến tranh. Lệnh tổng động viên 10 triệu người tham gia nhập ngũ đã làm cho sản xuất nông nghiệp thiếu nhân lực nghiêm trọng nên ngày càng suy thoái. Từ năm 1916 đến 1917 sản lượng lương thực giảm 20%. Nạn mất mùa, đói kém xảy ra khắp nơi. Sản xuất công nghiệp cũng đình đốn trong chiến tranh nên nạn thất nghiệp tăng nhanh.
Chiến tranh cũng làm cho nền tài chính nước Nga lâm vào tình trạng khủng hoảng. Từ tháng 8/1914 đến tháng 3/1917, triều đình Nga hoàng đã chi vào cuộc chiến 29,6 tỷ Rupee, cao gấp 3 lần tổng thu quốc khố. Để có tiền chi dùng cho cuộc chiến, triều đình liên tục trưng thu những loại thuế mới và tổ chức bán quốc trái trong nhân dân. Tổng số quốc trái tính từ đầu 1914 là 8,8 tỷ Rupee đã tăng lên 36,6 tỷ Rupee vào năm 1917.
Trong thế chiến thứ nhất, các mặt hàng có giá trị nhất là ngũ cốc, các phú nông và thương buôn đã đầu cơ, tích trữ lương thực: giá lương thực tăng cao hơn so với bất kỳ loại hàng hóa khác trong chiến tranh. Năm 1916, giá lương thực tăng cao hơn so với mức lương 3 lần, mặc dù vụ mùa bội thu trong cả hai năm 1915 và 1916. Giá ngũ cốc từ 2,5 rúp được dự đoán sẽ tăng lên đến 25 rúp. Với giá lương thực đắt đỏ, trong suốt năm 1916, người lao động ở đô thị Nga chỉ ăn trung bình khoảng từ 200 đến 300 gram lương thực cho mỗi ngày. Năm 1917, dân cư ở các đô thị của Nga được phép mua chỉ 450 gram bánh mỳ cho mỗi người lớn, mỗi ngày.
Tới mùa thu năm 1917, nước Nga đã lâm vào một cuộc khủng hoảng kinh tế và chính trị hết sức trầm trọng. Sản xuất công nghiệp chỉ bằng 36,4% so với năm trước. Giao thông vận tải hầu như bị tê liệt. Nạn đói đã xảy ra ở nhiều vùng trong nước, nhất là ở các thành phố. Các mâu thuẫn xã hội càng thêm gay gắt.

### Khủng hoảng chính trị, xã hội
Ngoài mặt trận, quân đội Nga do trang bị kém và lạc hậu nên liên tiếp thất bại, từ tháng 8 1914 đến tháng 2 1917, quân đội Nga bỏ nhiều vị trí quan trọng như Ba Lan, Latvia, Lithunia, Litva, Bucovina. Đi kèm với các thất bại là mức độ thương vong khủng khiếp. Quân lính Nga chết vì bệnh tật, đói, rét và bị bắt làm từ binh. Đến đầu năm 1917 đã có 1,5 triệu lính Nga chết, 4 triệu người bị thương, gần 2 triệu binh lính bị bắt hoặc đào ngũ. Trong khi đó, một số sĩ quan trong quân đội Nga hoàng và bọn tư sản, địa chủ đã lợi dụng cuộc chiến tranh để làm giàu bất chính. Mọi nỗi khổ của cuộc chiến tranh đè nặng lên vai các tầng lớp nhân dân Nga, đặc biệt là nông dân, công nhân Nga và hơn 100 dân tộc trong đế quốc Nga. Ngay cả một số người trong giai cấp tư sản cũng bất mãn với chế độ quân chủ chuyên chế Nga hoàng, muốn lợi dụng thời cơ để giành lấy chính quyền.
Trước tình hình đó, trên toàn nước Nga đã xảy ra 1416 cuộc bãi công và 294 cuộc nổi loạn của nông dân. Quân đội cũng bất mãn với chế độ Nga hoàng. Ngoài mặt trận quân đội đào ngũ hàng loạt và tổ chức nổi loạn như vụ nổi loạn của các lính thủy trên chiến hạm vào tháng 10 1916. Các dân tộc cũng nổi dậy. Tháng 7 1916 tại Kazakhstan, nông dân đã đứng lên khởi nghĩa, thiêu huỷ danh sách trưng binh và đập phá các cơ quan nhà nước. Đến thời điểm này, triều đình Nga hoàng đã không còn khả năng thống trị nữa và nước Nga tiến sát tới một cuộc cách mạng.

### Chính sách đối ngoại
- Fuller, William C. Strategy and Power in Russia 1600–1914 (1998)
- Jelavich, Barbara. St. Petersburg and Moscow: Tsarist and Soviet foreign policy, 1814–1974 (Indiana University Press, 1974)
- LeDonne, John P. The Russian Empire and the World, 1700–1917: The Geopolitics of Expansion and Containment (Oxford University Press, 1997)
- McMeekin, Sean. The Russian Origins of the First World War (2011) excerpt and text search
- Nish, Ian Hill. The origins of the Russo-Japanese war (1985)
- Ragsdale, Hugh, and Valeri Nikolaevich Ponomarev eds. Imperial Russian Foreign Policy (Woodrow Wilson Center Press, 1993) excerpt and text search
- Rawlinson, Henry, et al. Great Power Rivalry in Central Asia: 1842–1880. England and Russia in the East (Routledge, 2006)
- Reynolds, Michael. Shattering Empires: The Clash and Collapse of the Ottoman and Russian Empires, 1908–1918
- Seton-Watson, Hugh. The Decline Of Imperial Russia, 1855–1914 (1958)